# Topiros
Topiros (gr. Δήμος Τοπείρου, Dimos Topiru) – gmina w Grecji, w administracji zdecentralizowanej Macedonia-Tracja, w regionie Macedonia Wschodnia i Tracja, w jednostce regionalnej Ksanti. W 2011 roku liczyła 11 544 mieszkańców. Siedzibą gminy jest Ewlalo.